# Bの星線
『Bの星線』（ビーのせいせん）は、林守大による日本の漫画。『週刊少年ジャンプ』（集英社）において、2025年11号から同年31号まで連載。話数カウントは「#○」。

## 沿革
2025年1月27日発売の『週刊少年ジャンプ』2025年9号にて新連載2連発を発表。
単行本発売前の2025年5月5日にはYouTubeのジャンプチャンネルにて、ボイスコミックを公開。

## あらすじ
かつて天才ピアニストだった夜創一郎はあのコンクールをきっかけにピアノを弾くのやめる。そんな中彼の目の前にベートーヴェンと名乗る男が現れて運命は動いていく。

## 登場キャラクター
声の項はボイスコミックの声優。
夜創 一郎（やそう いちろう）
声 - 石谷春貴、藍谷早咲（幼少期）
黒髪短髪。玲瓏学園高校の男性生徒。幼いころから講師に毎日厳しい指導を受けて天才ピアニストになるが全日本学生音楽コンクール中学生の部2位になって2年間ピアノ弾きをやめる。そんなある日、ベートーヴェンに会ったことで音楽に対する情熱を取り戻す。ドイツ語を話すことが出来る。
ルートヴィヒ・ヴァン・ベートーヴェン
声 - 三宅健太
ドイツ人。死から数百年後の日本に転生する。コンビニの店長が対応に困っているところに夜創が現れて彼を連れて行く。耳が聞こえるようになって瞬時に自分が現代の日本にいるのを理解して自身の音楽が残っているのを感動する。そして夜創のピアノ弾きの助太刀をして彼を新弟子にする。コーヒー豆を並べるのが趣味。
華鳳院 桜花（かほういん おうか）
声 - 佐藤日向
長髪金髪巨乳女性。玲瓏学園高校の女性生徒。夜創がピアノから離れたと知って怒りを覚えて彼にピアノを弾くように提案する。その後夜創の転入を知って喜ぶ。
高杉（たかすぎ）
声 - 鈴木将之
玲瓏学園高校の教師。夜創の転入手続きを担当する。
桜花の友人
声 - 船戸ゆり絵
長髪黒髪ツインテールで普段は黒マスクをつけている。玲瓏学園高校の女性生徒。夜創とも仲が良く桜花が彼にピアノを弾くように言った時、交響曲第5番を提案した。
逆水クロード（さかみ クロード）
長髪黒髪。全日本学生音楽コンクール中学生の部1位になる。夜創の転入試験の審査員を務めて最初不合格を言い渡す予定だったが彼の演奏を聴いて合格を認める。

## 用語解説
玲瓏学園高校（れいろうがくえんこうこう）
桜花らが通っている音楽学校。音楽系のエリート校。

## 書誌情報
- 林守大『Bの星線』集英社〈ジャンプ コミックス〉、全3巻
  1. 「星と道化師」 2025年6月4日発売[5][6]、ISBN 978-4-08-884558-6
  2. 「理想宮」 2025年8月4日発売[7]、ISBN 978-4-08-884607-1
  3. 「Bの星線」 2025年8月4日発売[8]、ISBN 978-4-08-884691-0